# Kleingebiet Szigetvár

Lage des Kleingebiets Szigetvár (rot) im Komitat Baranya

Das Kleingebiet Szigetvár (ungarisch Szigetvári kistérség) war bis Ende 2012 eine ungarische Verwaltungseinheit (LAU 1) innerhalb des Komitats Baranya in Südtransdanubien. Im Zuge der Verwaltungsreform Anfang 2013 gingen fast alle Gemeinden in den nachfolgenden Kreis Szigetvár (ungarisch Szigetvári járás) über, lediglich die Gemeinde Szentdénes wurde dem Kreis Szentlőrinc (ungarisch Szentlőrinci járás) zugeordnet.
Das Kleingebiet hatte 25.446 Einwohner (Ende 2012) auf einer Fläche von 668,91 km² und umfasste 46 Ortschaften. Der Verwaltungssitz war die einzige Stadt Szigetvár (10.755 Ew.).

## Ortschaften
Folgende Ortschaften gehörten zum Kleingebiet Szigetvár:
| Almamellék   | Almáskeresztúr | Bánfa               | Basal           | Boldogasszonyfa |
| Botykapeterd | Bürüs          | Csebény             | Csertő          | Dencsháza       |
| Endrőc       | Gyöngyösmellék | Hobol               | Horváthertelend | Ibafa           |
| Katádfa      | Kétújfalu      | Kisdobsza           | Kistamási       | Magyarlukafa    |
| Merenye      | Molvány        | Mozsgó              | Nagydobsza      | Nagypeterd      |
| Nagyváty     | Nemeske        | Nyugotszenterzsébet | Patapoklosi     | Pettend         |
| Rózsafa      | Somogyapáti    | Somogyhárságy       | Somogyhatvan    | Somogyviszló    |
| Szentdénes   | Szentegát      | Szentlászló         | Szigetvár       | Szörény         |
| Szulimán     | Teklafalu      | Tótszentgyörgy      | Várad           | Vásárosbéc      |
| Zádor        |                |                     |                 |                 |